# Дефенсорес дель Чако
Дефенсорес дель Чако, в дословном переводе — Защитники Чако (исп. Estadio Defensores del Chaco) — крупнейший и общенациональный стадион Парагвая, расположенный в столице страны, Асунсьоне. На стадионе проходят все матчи сборной Парагвая, важнейшие класико клубного футбола, а также все матчи парагвайских клубов в международных турнирах. Также известен под названием Стадион Лиги (исп. Estadio de la Liga).

## История
Стадион был построен в 1917 году и его первоначальное наименование — Пуэрто Сахония (исп. Estadio de Puerto Sajonia) — по району Асунсьона Сахония, где и была построена арена; этот район находится рядом с рекой Парагвай, именно поэтому в названии присутствует слово «порт». После победы сборной Уругвая на Олимпийских играх 1924 года, в честь этого знаменательного события для всего южноамериканского футбола, было принято решение переименовать стадион в «Уругвай». Вскоре было возвращено первоначальное название.
В ходе Чакской войны (1932—1935) Пуэрто-Сахония часто использовалась как место политических собраний и призыва новобранцев в армию Парагвая. В 1974 году Пуэрто Сахония была переименована в Дефенсорес дель Чако, как раз в честь солдат, воевавших за защиту региона Чако.

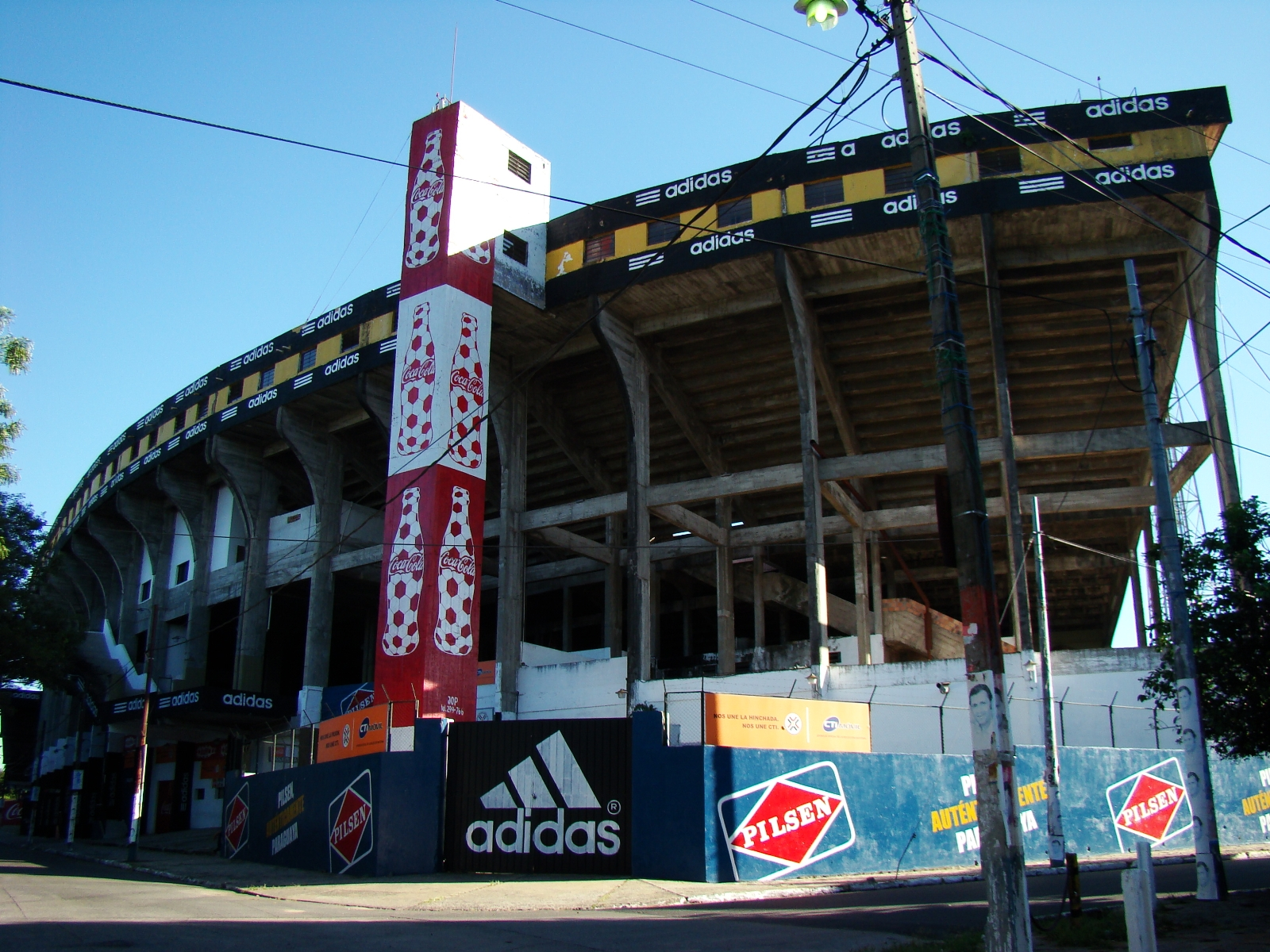
Внешний фасад

Дефенсорес дель Чако принимал множество финалов международных турниров. Значительная их часть связана с успехами асунсьонской «Олимпии». Дважды выбирался в качестве стадиона для третьего, дополнительного финального матча Кубка Либертадорес на нейтральном поле (в то время, когда ещё не было принято решение учитывать дополнительные показатели и серию пенальти). В 1979 году сборная Парагвая, ставшая в итоге победителем, домашний финальный матч Кубка Америки также провела здесь. На Дефенсорес дель Чако неоднократно проходили международные молодёжные и юношеские турниры. На стадионе проходят различные шоу и концерты.
Дефенсорес дель Чако трижды подвергался реконструкции. В отдельные периоды арена вмещала свыше 50 тыс. зрителей. На данный момент он вмещает лишь 36 тыс., однако в 2011 году планируется очередная реконструкция, которая доведёт вместительность до 65 тыс.

## Финалы международных турниров
- Кубок Либертадорес 1960
- Кубок Либертадорес 1975 (дополнительный матч)
- Кубок Либертадорес 1979
- Межконтинентальный кубок 1979
- Межамериканский кубок 1979
- Кубок Америки 1979 (финал по системе плей-офф)
- Кубок Либертадорес 1985 (дополнительный матч)
- Кубок Либертадорес 1989
- Кубок Либертадорес 1990
- Суперкубок Либертадорес 1990
- Кубок Либертадорес 1991
- Кубок Америки 1999
- Кубок Либертадорес 2002
- Южноамериканский кубок 2008
- Чемпионат Южной Америки до 16 лет 2004
- Чемпионат Южной Америки до 17 лет 1991, 1997
- Чемпионат Южной Америки до 20 лет 1967, 1971, 1985, 2007
- Чемпионат Южной Америки до 23 лет 1992